# Discobola nigroclavata
Discobola nigroclavata là một loài ruồi trong họ Limoniidae. Chúng phân bố ở miền Tân bắc.